# Caroline Vanhove
Cécile Caroline Charlotte Vanhove, provdaná Talma (10. září 1771, Haag - 11. dubna 1860, Paříž), byla jedna z nejznámějších hereček své doby.
Od roku 1785 byla členkou Comédie-Française. Její první manžel byl houslista. Vystupovala nejprve jako Madmoiselle Vanhove, pak od roku 1794 Madame Petit-Vanhove a od roku 1802 jako Madame Talma. Jejím druhým mužem se totiž stal nejznámější herec té doby Francois Talma. Od roku 1811 se zcela zřekla veřejných vystoupení.